# Acacia emoryana
Acacia emoryana é uma espécie de leguminosa do gênero Acacia, pertencente à família Fabaceae.